# Статистические регионы Северной Македонии

Статистические регионы Северной Македонии.

Статистические регионы Северной Македонии

Северная Македония разделена на восемь статистических регионов (областей). Они не являются единицами административно-территориального деления, и используются для нужд статистики и планирования.
| № | Статистический регион | Местное наименование | Население (2002) |
| - | --------------------- | -------------------- | ---------------- |
| 1 | Вардарский            | Вардарски регион     | 133 248          |
| 2 | Восточный             | Источен регион       | 203 213          |
| 3 | Юго-Западный          | Југозападен регион   | 221 651          |
| 4 | Юго-Восточный         | Југоисточен регион   | 171 416          |
| 5 | Пелагонийский         | Пелагониски регион   | 221 019          |
| 6 | Положский             | Полошки регион       | 304 125          |
| 7 | Северо-Восточный      | Североисточен регион | 173 814          |
| 8 | Скопский              | Скопски регион       | 571 040          |